# Justus Heinrich Dresler
Justus Heinrich Dresler (* Mai 1775 in Herborn; † 15. Dezember 1839 in Dillenburg) war ein deutscher Mathematiker.

## Leben
Dresler war Professor am Gymnasium zu Herborn und Weilburg und wurde im September 1827 Rektor des Pädagogiums zu Dillenburg. In letzterer Eigenschaft veröffentlichte er Ostern 1828 ein historisch-mathematisches Programm Eratosthenes von der Verdoppelung des Würfels (Schellenberg, Wiesbaden, 1828).

## Schriften (Auswahl)
- Theorie der Parallelen. Wiesbaden 1834.
- Beweis des Satzes von der Winkelsumme des Vielecks. Wiesbaden 1837.